# الحزم، حماة
الحزم (به عربی: الحزم) یک روستا در سوریه است که در ناحیه حمرا واقع شده‌است. الحزم ۱٬۵۵۷ نفر جمعیت دارد.